# Barragem de Vilarinho das Furnas

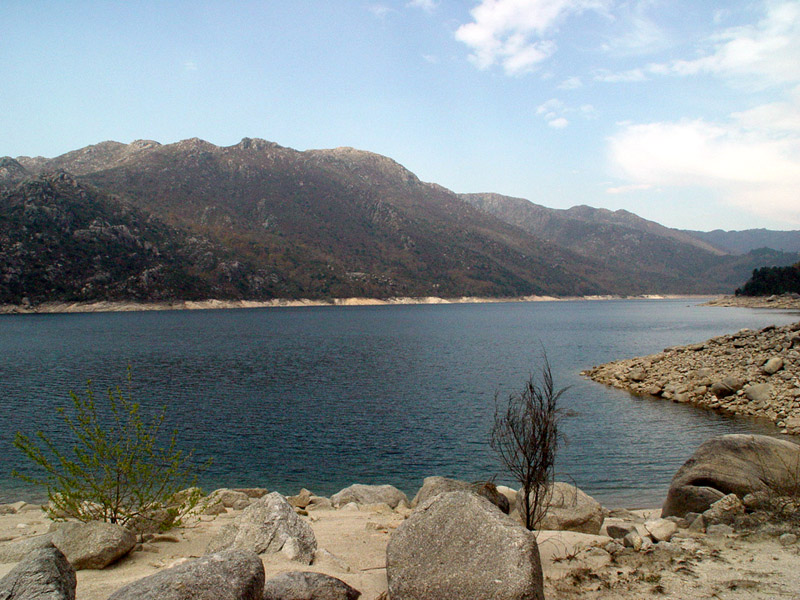
Albufeira da Barragem de Vilarinho das Furnas.

A barragem Vilarinho das Furnas está localizada no concelho de Terras de Bouro, alimentada pelo rio Homem. 
Foi inaugurada em 21 de Maio de 1972, com uma altura de 94 m, situa-se na bacia hidrográfica do rio Cávado.
Foi, principalmente, com a CPE/EDP que se vulgarizou a designação Vilarinho das Furnas, quando deve ser Vilarinho da Furna.
Tem um volume de 294 000, uma capacidade máxima de descarga de 280 m³/s, uma capacidade de 118 hm3 situada numa área de 346 hectares.
É uma barragem com 385 m de coroamento e é do tipo arco.